# Slaget ved White Plains
Slaget ved White Plains var et slag uden en klar sejrherre i den amerikanske uafhængighedskrig den 28. oktober 1776. General William Howes britiske hær fuldførte med støtte fra hessere sin okkupation af New York City og de nærliggende områder. George Washington trak sig tilbage til højereliggende områder nær landsbyen White Plains.
Slaget bliver regnet som en britisk sejr, eftersom Füsilier-Regiment von Knyphausen, en tysk enhed, udmanøvrerede den amerikanske stilling på flanken. Men Howe gik glip af muligheden for at fremtvinge en større træfning, som kunne knuse Washingtons hær. Efter at have taget det højereliggende område tog han en pause for at opsætte en lejr og artilleribatterier. Efter at have tilbragt flere hårde nætter i sumpområde under de britiske kanoner slap amerikanerne nordover natten til 1. november med deres sårede og forsyninger.
I betragtning af antallet af kæmpende var tabene på begge sider små. Den kontinentale hær havde 150 døde og sårede, mens de britiske tab var på omkring 313.

## Eksterne links
- Slaget ved White Plains Arkiveret 10. marts 2005 hos  Wayback Machine
- White Plains Historical Society